# Gornje Podunavlje
La reserva natural especial Gornje Podunavlje es un gran área protegida de humedal en el noroeste de Serbia (provincia de Voivodina). Comprende dos grandes áreas pantanosas a lo largo de la orilla izquierda del río Danubio,  el pantano Monostor y el Apatin, incluyendo 66 km del curso del Danubio (entre los kilómetros 1366-1433).
La primera designación como un área protegida se remonta al año 1955, cuando una zona de 10 km² fue propuesta como un importante hábitat para el pigargo europeo y el cigüeña negra. Desde entonces, el área fue ampliada y el nivel de protección ha sido incrementado gradualmente. Gornje Podunavlje fue designado como una reserva natural especial en 2001, con una superficie  total de 19.648 ha. Y el 13 de noviembre de 2007 fue designada como  Sitio Ramsar (n.º ref. 1737).
Dentro de la reserva, hay un sistema de zonificación de tres niveles: regímenes de protección de categoría I (1,3 %), II (24,7 %) y III (74,0 %). Hay una importante biodiversidad en la reserva Gornje Podunavlje. Más de 150 especies de aves la frecuentan regularmente, entre ellas bastantes que están amenazadas. Es un área de importante vegetación acuática y semi-acuática, con praderas encharcadas y bosques nativos de llanura compuestos por sauce, álamo, fresno y roble. La zona es rica en especies de pescado, ya que es una de las áreas de desove más importantes del río Danubio. 

## Enlaces externbos
- Cinturón verde europeo